# Ziarnistości Birbecka

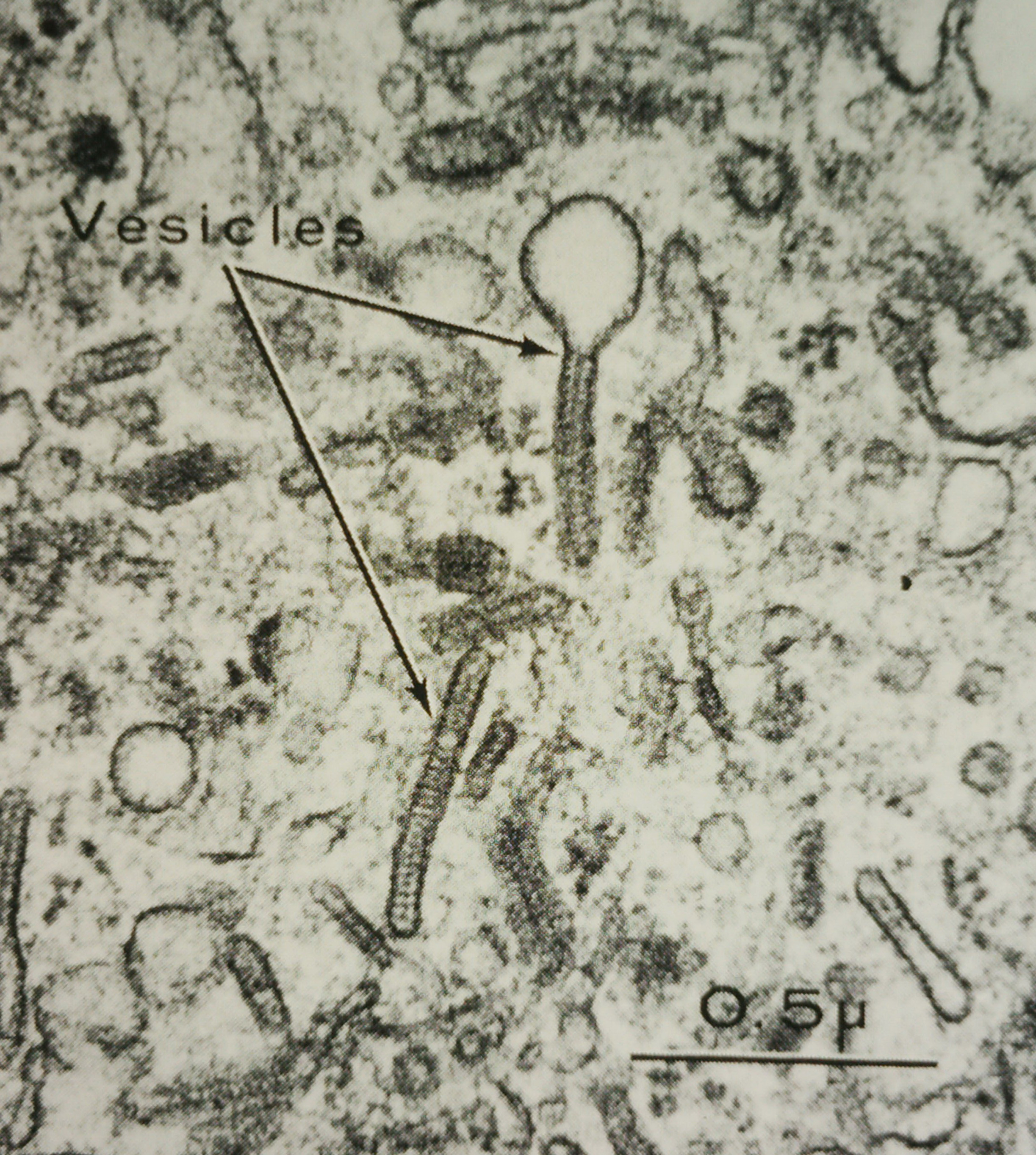
Ziarnistości Bribecka

Ziarnistości (ziarna) Birbecka (ang. Birbeck's granules), zwane także ciałkami X albo ziarnistościami Langerhansa, są charakterystycznymi elementami, wyróżniającymi komórki Langerhansa spośród innych komórek dendrytycznych. Są one związane z błoną komórkową i mają kształt wydłużony, porównywany do rakiety tenisowej (15-50 nm długości i 4 nm szerokości). Na mikrografiach elektronowych widoczny jest gęstszy elektronowo rdzeń oraz blaszkowata struktura. Funkcja ziaren Birbecka nie jest obecnie znana. Pochodzenie ich także nie jest znane, jednakże na podstawie badań langeryny, białka występującego w ziarnach Birbecka, sugeruje się związek tych struktur z przedziałem endosomalnym. W rzeczywistości bowiem nie są one typowymi wtrętami cytoplazmatycznymi lecz wgłębieniami błony do wnętrza komórki.